# مارین تندلیه
مارین تُندُلیه (فرانسوی: Marine Tondelier‎ (زادهٔ ۲۳ اوت ۱۹۸۶) در بوا-برنارد) سیاستمدار فرانسوی است.
او که در انن-بومون بزرگ شد، با نامزدی‌های پیاپی در برابر مارین لوپن در انتخابات قانون‌گذاری حوزهٔ انتخابیه یازدهم پا-دو-کاله شناخته شد. تُندُلیه همچنین به‌عنوان عضو مخالف در شورای شهر انن-بومون فعالیت می‌کند؛ شهری که از مارس ۲۰۱۴ تحت ادارهٔ اجتماع ملیاست. او در سال ۲۰۱۷ کتابی با عنوان خبرهایی از جبهه منتشر کرد که در آن به مدیریت این شهر توسط تیم استیو بریوا انتقاد کرده است.
تُندُلیه که از اعضای اکولوژیست‌ها (EÉLV) و از نزدیکان سیسیل دوفلو است، در ۱۰ دسامبر ۲۰۲۲ به‌عنوان دبیرکل اروپ اکولوژی - سبزها برگزیده شد. به پیشنهاد او، این جنبش در اکتبر ۲۰۲۳ به اکولوژیست‌ها تغییر نام داد. او در جریان انتخابات قانون‌گذاری ۲۰۲۴ با ایفای نقش به‌عنوان یکی از سازمان‌دهندگان اتحاد چپ در قالب جبهه نوین خلق که در نهایت در دور دوم پیشتاز شد، توجه رسانه‌ها را جلب کرد.
در سال ۲۰۲۵، وی با کسب نزدیک به ۷۳ درصد آرا بار دیگر به‌عنوان دبیر ملی اکولوژیست‌ها انتخاب شد.

## زندگی‌نامه

### سال‌های آغازین و تحصیلات
مارین تُندُلیه در ۲۳ اوت ۱۹۸۶ در بوا-برنار زاده شد. او در انن-بومون، ششمین شهر پرجمعیت پا-دو-کاله، بزرگ شد و همچنان در همان‌جا زندگی می‌کند. پدرش پزشک و هومئوپات و مادرش دندان‌پزشک بود. پدربزرگ و مادربزرگ او داروسازان انن-لیه‌تار و کشاورزان بومون-آن-آرتوآ بودند، پیش از آن‌که دو شهر در سال ۱۹۷۱ ادغام شده و انن-بومون را تشکیل دهند.
پس از گذراندن کلاس‌های آمادگی ادبی و علوم اجتماعی، او در سال ۲۰۰۹ از انستیتوی مطالعات سیاسی لیل در رشتهٔ «مسیرهای خدمات عمومی» فارغ‌التحصیل شد و سپس مدرک کارشناسی ارشد مدیریت مؤسسات بهداشت گرفت. او دوره‌های کارآموزی خود را در سفارت فرانسه در سوئد، بازرسی کل امور اجتماعی و ادارهٔ اکولوژی بیمارستانی مؤسسه بیمارستان‌های عمومی پاریس گذراند.

### فعالیت حرفه‌ای
از سال ۲۰۱۷ تا ۲۰۲۲، تُندُلیه دبیرکل فدراسیون ات‌مو فرانسه، فدراسیون ملی انجمن‌های مورد تأیید برای پایش کیفیت هوا (AASQA) بود. هدف این فدراسیون، که یک مأموریت عام‌المنفعه را دنبال می‌کند، بهبود کیفیت هوا از طریق پایشی کارآمد در خدمت اقدام و ارزیابی سیاست‌هایی است که برای ارتقای آن طراحی شده‌اند.

### مسیر سیاسی

#### نامزدی‌های انتخاباتی
تُندُلیه فعالیت سیاسی خود را در سال ۲۰۰۹ با پیوستن به اروپ اکولوژی – سبزها (EÉLV) آغاز کرد، اندکی پیش از انتخابات شهرداری ۲۰۰۹ انن-بومون که به‌صورت میان‌دوره‌ای و به‌دنبال برکناری شهردار مستقل جناح چپ، ژرار دالونژویل، برگزار شد. او به اتهام اختلاس از اموال عمومی، فساد، جعل در اسناد خصوصی، استفاده از سند مجعول، تبعیض در مناقصه و معاونت در این جرم‌ها تحت پیگرد بود. او در فهرست EÉLV به رهبری رژین کالزیا حضور داشت که در دور نخست ۸٫۷۲٪ آرا را به دست آورد. فهرست نامزد جبهه ملی، استیو بریوآ که مستقیماً از سوی مارین لو پن حمایت می‌شد، در دور نخست پیشتاز شد اما در دور دوم از دانیل دوکن، نامزد مستقل جناح چپ، شکست خورد.
تُندُلیه در ژوئن ۲۰۱۲ نامزد EÉLV در یازدهمین حوزهٔ انتخابیه پا-دو-کاله (انن-بومون) شد؛ حوزه‌ای که از سال ۲۰۰۷ محل نامزدی مارین لو پن برای ورود به مجلس ملی بود و ژان لوک ملانشن نیز یک روز پس از دور دوم انتخابات ریاست‌جمهوری فرانسه (۲۰۱۲) اعلام کرد در آن نامزد خواهد شد. در ۲ ژوئن ۲۰۱۲، پس از حضور در مناظرهٔ تلویزیونی فرانس ۳ نور-پا-دو-کاله با همهٔ نامزدهای این حوزه، او استفادهٔ دو رهبر ملی از وضعیت انن-بومون را نقد کرد و گفت: «مطمئن نیستم این کار بتواند حوزه را از شرایط فعلی‌اش خارج کند. حوزه معدن‌کاری خسته است، دلخور است و دارد خشمگین می‌شود.» او در دور نخست انتخابات ۱٫۶۳٪ آرا را به دست آورد. این انتخابات در دور دوم با پیروزی فیلیپ کمل، نامزد سوسیالیست، بر مارین لو پن پایان یافت.
او به همراه تییری دنوویل در کانتون انن-بومون-۱ در انتخابات شوراهای شهرستانی فرانسه (۲۰۱۵) نامزد شد و ۶٫۵۰٪ آرا را در دور نخست کسب کرد. او در ۲۹ سالگی برای رهبری فهرست ائتلاف حزب چپ و EÉLV در انتخابات منطقه‌ای ۲۰۱۵ نور-پا-دو-کاله-پیکاردی در پا-دو-کاله برگزیده شد؛ منطقه‌ای که در سال ۲۰۱۶ به او-دو-فرانس تغییر نام داد. این فهرست در دور نخست ۴٫۸۳٪ آرا را به دست آورد.
تُندُلیه به عنوان نامزد EÉLV در یازدهمین حوزهٔ انتخابیه پا-دو-کاله برای انتخابات قانون‌گذاری فرانسه (۲۰۱۷) معرفی شد و در دور نخست ۳٫۵۵٪ آرا را به دست آورد.
در انتخابات پارلمان اروپا (۲۰۱۹) در فرانسه، او در جایگاه هفتاد و چهارم فهرست اروپ اکولوژی – سبزها به رهبری یانیک ژادو قرار داشت که در سطح ملی ۱۳٫۴۸٪ آرا و ۱۳ کرسی در پارلمان اروپا به دست آورد.
در انتخابات قانون‌گذاری فرانسه (۲۰۲۲)، او بار دیگر در یازدهمین حوزهٔ انتخابیه پا-دو-کاله نامزد شد و این بار از سوی احزاب اتحادیه نوین اکولوژیک و اجتماعی خلق (NUPES) حمایت گردید. او در دور دوم ۳۹٪ آرا را به دست آورد و در برابر مارین لو پن شکست خورد.

#### فعالیت درون «اروپ اکولوژی – سبزها»
تُندُلیه در کنگرهٔ لا روشل در سال ۲۰۱۱ به شورای فدرال اروپ اکولوژی – سبزها پیوست و در اکتبر ۲۰۱۳ به عضویت هیئت اجرایی حزب درآمد. او از آن زمان مسئول ارتباطات داخلی و خارجی، ابزارهای دیجیتال و برگزاری «روزهای تابستانی» حزب است.
همچنین، تُندُلیه از ۲۰۱۱ تا ۲۰۱۵ دستیار پارلمانی سناتور EÉLV آلین آرشیمبو بود و عمدتاً به پیگیری مسائل سیاست‌گذاری‌های بهداشتی و اجتماعی می‌پرداخت. او سپس از ۲۰۱۵ تا ۲۰۱۷ دستیار سیسیل دوفلو، نماینده مجلس و وزیر پیشین مسکن فرانسه، شد.

#### عضو شورای شهر انن-بومون
تُندُلیه در انتخابات شهرداری ۲۰۱۴ انن-بومون در جایگاه دوم فهرست ائتلافی به رهبری اوژن بینِس، شهردار وقت، قرار گرفت. این فهرست با حمایت حزب سوسیالیست، اروپ اکولوژی – سبزها، حزب رادیکال چپ و حزب کمونیست فرانسه–جبهه چپ تشکیل شده بود. فهرست آن‌ها ۳۲٫۰۴٪ آرای مأخوذه را به دست آورد، در حالی که فهرست اجتماع ملی با ۵۰٫۲۵٪ آرا در همان دور نخست پیروز شد و استیو بریوآ در ۳۰ مارس ۲۰۱۴ به‌عنوان شهردار انتخاب شد.
به‌عنوان عضو شورای شهر انن-بومون و نماینده در مجمع آگلومراسیون انن-کارون، تُندُلیه در ۲۳ سپتامبر همان سال در برابر استیو بریوآ به ریاست شورای نظارت بر بیمارستان انن-بومون انتخاب شد.
تُندُلیه از ابتدای حضورش در شورای شهر، تمرکز شهردار استیو بریوآ بر اقداماتی به گفتهٔ او «سطحی» مانند نوسازی پیاده‌روها را به جای سیاست‌گذاری‌های اساسی نقد کرد. او یادآور شد که شهرداری از اصلاحات مالی دورهٔ شهردار پیشین، پس از تخلفات دورهٔ ژرار دالونژویل، بهره‌مند شده است. او همچنین با برخی اقدامات هدفمند علیه مهاجران، مانند منشور «شهر من بدون مهاجر» که در ۷ اکتبر ۲۰۱۶ به‌سرعت تصویب شد، مخالفت کرد؛ در حالی که هیچ طرحی برای اسکان مهاجران در شهر مطرح نبود.
او همچنین با فشار بر انجمن‌های مختلف از سوی شهرداری، به‌ویژه اتحادیه حقوق بشر که از دفتر اهدایی شهرداری اخراج و کمک‌هزینهٔ آن قطع شد، مخالفت کرد. او همچنین با طرح شهرداری برای قطع حدود ۴۰ درخت نمدار صدساله مخالفت کرد.
تُندُلیه و دیگر اعضای مخالف شورای شهر به‌طور منظم در جلسات شورا یا مراسم عمومی هدف توهین قرار می‌گیرند.
در انتخابات شهرداری ۲۰۲۰ انن-بومون، او به‌عنوان سرلیست فهرست «اوسون برای انن-بومون» شرکت کرد. فهرست او ۱۸٫۲۲٪ آرا و فهرست شهردار وقت ۷۴٫۲۱٪ آرا را به دست آورد. او دوباره به‌عنوان عضو شورای شهر انتخاب شد.